# 道の駅風の丘米山
道の駅風の丘米山（みちのえき かぜのおかよねやま）は、新潟県柏崎市大字青海川にある国道8号の道の駅である。2015年から道の駅は休止となっており、再整備事業が行われているが、2024年6月に一部計画が白紙になり再検討が行われている。

## 概要
1975年（昭和50年）、宿泊施設を併設した「米山山荘」として開業（当初は旧中頸城郡米山村に所在）。1997年（平成9年）に「道の駅米山」として道の駅に登録された。
米山村が柏崎市との合併後は柏崎農業協同組合（JA柏崎）が運営する施設となったものの、施設の老朽化と公共施設の見直しに伴い、2015年（平成27年）3月31日で米山山荘が閉館。これに伴い、併設の無料休憩所・公衆トイレも運用を終了し道の駅として休止となった。道の駅スタンプラリーについては隣接する柏崎コレクションビレッジの「痴娯の家」（ちごのや）にスタンプを移設しており、ラリー参加者が押印できるように対応している（毎週水曜日ならびに冬季は休館）。
当駅の敷地は柏崎市とJA柏崎が所有しているが、隣接する日本海フィッシャーマンズケープの敷地の一部を柏崎市が取得。同施設と一体としたリニューアルを計画することになった。
柏崎市では2023年度に施設の基本設計に着手し、2025年度に着工、2027年度の完成を目指していた。しかし、2024年5月下旬に協定を結んでいた企業側が採算が見込めないとして再整備計画への参加を断念し、市は6月12日に国道8号沿いの計画が白紙になったことを表明した。

## 休止前の施設
- 駐車場
  - 普通車：146台（※128台）
  - 大型車：5台（※18台）
  - 身障者用：1台

※ 駐車場に仮設住宅建設のため、収容台数は、通常の約半分の広さとなる。
- トイレ（いずれも24時間利用可能）
  - 男：大 1器、小 3器
  - 女：3器
  - 身障者用：4器
- 公衆電話：1台
- 観光案内所
- 食堂「米山山荘」（11:00 - 14:00）
- 物産館「いっぷく茶屋」（10:00 - 17:00）
- 柏崎市自然休養村管理センター「米山山荘」（16:00 - 10:00）

## 周辺
- 日本海フィッシャーマンズケープ（当駅に隣接）[4]
- 柏崎コレクションビレッジ（同上）[2][4]
- 恋人岬
- 福浦八景
- 米山大橋
- 北陸自動車道米山IC・米山SA
- 東日本旅客鉄道（JR東日本）信越本線 青海川駅